# Olympique de Marseille 2019-2020 (femminile)
Questa voce raccoglie le informazioni riguardanti la squadra femminile dell'Olympique de Marseille nelle competizioni ufficiali della stagione 2019-2020.

## Divise e sponsor
La grafica delle divise casalinghe ripropone l'abbinamento adottato dalla squadra maschile dell'Olympique Marsiglia. Il main sponsor era Uber Eats, piattaforma statunitense di ordinazione e consegna di cibo, lo sponsor tecnico, fornitore delle tenute da gioco, Puma.
| Casa | Trasferta | 3ª tenuta |

## Organigramma societario
Area tecnica
- Allenatore: Christophe Parra
- Vice allenatori: Jean-Christophe Colombi, Sandrine Brétigny
- Preparatore dei portieri: Stéphane Coque
- Preparatori atletici: Thomas Lebègue, Redouane Mansour (aggiunto)
- Fisioterapisti: Julien Costa, Laura Esentato, Nathalie Faglia-Requena (osteopata)
- Medico sociale: Claude Marblé

## Rosa
Rosa, ruoli e numeri di maglia come da sito ufficiale integrata dal sito footofeminin.fr aggiornata al 31 gennaio.
| N. |                    | Ruolo | Calciatrice        |
| -- | ------------------ | ----- | ------------------ |
| 1  | Francia (bandiera) | P     | Blandine Joly      |
| 2  | Turchia (bandiera) | C     | Selen Altunkulak   |
| 3  | Francia (bandiera) | D     | Agathe Maetz       |
| 4  | Francia (bandiera) | D     | Maud Antoine       |
| 5  | Francia (bandiera) | D     | Amandine Blanc     |
| 6  | Francia (bandiera) | C     | Candice Gherbi     |
| 7  | Francia (bandiera) | C     | Nora Coton-Pélagie |
| 8  | Francia (bandiera) | C     | Marine Coudon      |
| 9  | Francia (bandiera) | A     | Maëva Salomon      |
| 10 | Francia (bandiera) | A     | Sara Palacin       |
| 11 | Francia (bandiera) | A     | Cindy Caputo       |
| 12 | Francia (bandiera) | A     | Mickaëlla Cardia   |
| 13 | Francia (bandiera) | C     | Sarah Zahot        |

| N. |                    | Ruolo | Calciatrice                 |
| -- | ------------------ | ----- | --------------------------- |
| 14 | Francia (bandiera) | C     | Jenny Perret                |
| 16 | Francia (bandiera) | P     | Inès Arouaissa              |
| 17 | Francia (bandiera) | D     | Alais Lamarque              |
| 18 | Francia (bandiera) | C     | Anna Conesa                 |
| 19 | Francia (bandiera) | A     | Nadjma Ali Nadjim           |
| 20 | Francia (bandiera) | C     | Caroline Pizzala (capitano) |
| 22 | Francia (bandiera) | D     | Tess Laplacette             |
| 23 | Francia (bandiera) | C     | Jamila Hamidou              |
| 24 | Francia (bandiera) | D     | Amandine Soulard            |
| 27 | Francia (bandiera) | A     | Sarah Huchet                |
| 29 | Francia (bandiera) | C     | Eva Sumo                    |
| 30 | Francia (bandiera) | P     | Thelma Fiordaliso           |

## Calciomercato

### Sessione estiva
| Acquisti | Acquisti          | Acquisti | Acquisti   |
| R.       | Nome              | da       | Modalità   |
| -------- | ----------------- | -------- | ---------- |
| P        | Blandine Joly     | Fleury   | definitivo |
| D        | Agathe Maetz      | Digione  | definitivo |
| C        | Selen Altunkulak  | Metz     | definitivo |
| A        | Nadjma Ali Nadjim | Fleury   | definitivo |
| A        | Sarah Palacin     | Fleury   | definitivo |

| Cessioni | Cessioni | Cessioni | Cessioni |
| R.       | Nome     | a        | Modalità |
| -------- | -------- | -------- | -------- |
|          |          |          |          |

### Sessione invernale
| Acquisti | Acquisti | Acquisti | Acquisti |
| R.       | Nome     | da       | Modalità |
| -------- | -------- | -------- | -------- |
|          |          |          |          |

| Cessioni | Cessioni          | Cessioni | Cessioni   |
| R.       | Nome              | a        | Modalità   |
| -------- | ----------------- | -------- | ---------- |
| A        | Nadjma Ali Nadjim | Nancy    | definitivo |

## Risultati

### Division 1

#### Girone di andata
| Arbitro: | Victoria Beyer |

|                                                                       |           |  |
| Parris 3’ Le Sommer 11’ Marozsán 17’ Cascarino 77’ Hegerberg 83’, 84’ | Marcatori |  |

| Arbitro: | Bartnik |

|                |           |           |
| Zahot 27’, 50’ | Marcatori | 42’ Palis |

| Arbitro: | Elbour |

|  |           |                                    |
|  | Marcatori | 65’ Romanenko 84’ Roux 90+3’ Gomes |

| Arbitro: | Vanderstichel |

|                               |           |           |
| Sällström 30’, 36’ Catala 60’ | Marcatori | 62’ Zahot |

| Arbitro: | Elbour |

|                                          |           |              |
| Cardia 45’ Pizzala 64’ (rig.) Caputo 71’ | Marcatori | 23’ Grimshaw |

| Arbitro: | Coppola |

|                                    |           |  |
| Asseyi 16’, 37’ (rig.) Laurent 62’ | Marcatori |  |

| Arbitro: | Maïka Vanderstichel |

|  |           |                                                          |
|  | Marcatori | 13’, 36’ Katoto 27’ Périsset 55’ Geyoro 69’ (rig.) Nadim |

| Arbitro: | Rochebilière |

|                                             |           |            |
| Larsen 49’, 57’ Gadéa 62’ Corboz 77’ (rig.) | Marcatori | 45’ Cardia |

| Arbitro: | Bartnik |

|  |           |                               |
|  | Marcatori | 29’, 76’ Gauvin 48’ Petermann |

| Arbitro: | Di Benedetto |

|              |           |  |
| Bussaglia 5’ | Marcatori |  |

| Arbitro: | Maubacq |

|            |           |                                     |
| Caputo 29’ | Marcatori | 61’ (rig.) Coudon 66’, 90+4’ Cambot |

#### Girone di ritorno
| Arbitro: | Bartnik |

|             |           |                                     |
| Salomon 76’ | Marcatori | 7’ Lavogez 57’, 67’ Sarr 79’ Asseyi |

| Arbitro: | Victoria Beyer |

|                                                                                       |           |  |
| Diani 5’, 32’, 45’ Nadim 10’, 37’ Katoto 22’, 40’, 57’ Formiga 29’ Baltimore 70’, 79’ | Marcatori |  |

| Arbitro: | Di Benedetto |

|                                        |           |                    |
| Hudson 15’ Oparanozie 22’ Fleury 90+2’ | Marcatori | 21’ (rig.) Pizzala |

| Arbitro: | Jennifer Maubacq |

|  |           |                                                                                                   |
|  | Marcatori | 15’ Kumagai 40’ (rig.), 64’ Renard 49’ Mbock Bathy 60’ Parris 67’ Feller 73’, 89’ (rig.) Marozsán |

| Arbitro: | Bartnik |

|                  |           |                                   |
| Salomon 38’, 87’ | Marcatori | 16’ Larsen 20’ Malard 75’ Haupais |

| 15 marzo 2020, ore 14:45 CET 17ª giornata | Montpellier | – Annullata | Olympique Marsiglia |  |

| 28 marzo 2020, ore --:-- CET 18ª giornata | Stade Reims | – Annullata | Olympique Marsiglia |  |

| 4 aprile 2020, ore --:-- CEST 19ª giornata | Olympique Marsiglia | – Annullata | Digione |  |

| 18 aprile 2020, ore CEST 20ª giornata | Soyaux | – Annullata | Olympique Marsiglia |  |

| 16 maggio 2020, ore CEST 21ª giornata | Olympique Marsiglia | – Annullata | Paris FC |  |

| 30 maggio 2020, ore --:-- CEST 22ª giornata | Metz | – Annullata | Olympique Marsiglia |  |

### Coppa di Francia
| Arbitro: | Maïka Vanderstichel |

|                                                                                 |           |           |
| Parris 12’, 40’, 46’, 86’ Le Sommer 21’, 35’ Marozsán 47’ Renard 49’ Cayman 75’ | Marcatori | 8’ Cardia |

## Statistiche

### Statistiche di squadra
| Competizione     | Punti | In casa | In casa | In casa | In casa | In casa | In casa | In trasferta | In trasferta | In trasferta | In trasferta | In trasferta | In trasferta | Totale | Totale | Totale | Totale | Totale | Totale | DR  |
| Competizione     | Punti | G       | V       | N       | P       | Gf      | Gs      | G            | V            | N            | P            | Gf           | Gs           | G      | V      | N      | P      | Gf     | Gs     | DR  |
| ---------------- | ----- | ------- | ------- | ------- | ------- | ------- | ------- | ------------ | ------------ | ------------ | ------------ | ------------ | ------------ | ------ | ------ | ------ | ------ | ------ | ------ | --- |
| Division 1       | 6     | 9       | 2       | 0       | 7       | 9       | 31      | 7            | 0            | 0            | 7            | 3            | 31           | 16     | 2      | 0      | 14     | 12     | 62     | -50 |
| Coppa di Francia | -     | -       | -       | -       | -       | -       | -       | 1            | 0            | 0            | 1            | 1            | 9            | 1      | 0      | 0      | 1      | 1      | 9      | -8  |
| Totale           | -     | 9       | 2       | 0       | 7       | 9       | 31      | 8            | 0            | 0            | 8            | 4            | 40           | 17     | 2      | 0      | 15     | 13     | 71     | -58 |

### Andamento in campionato
| Giornata  | 1  | 2 | 3 | 4 | 5 | 6 | 7  | 8  | 9  | 10 | 11 | 12 | 13 | 14 | 15 | 16 | 17 | 18 | 19 | 20 | 21 | 22 |
| --------- | -- | - | - | - | - | - | -- | -- | -- | -- | -- | -- | -- | -- | -- | -- | -- | -- | -- | -- | -- | -- |
| Luogo     | T  | C | C | T | C | T | C  | T  | C  | T  | C  | C  | T  | T  | C  | C  | -  | -  | -  | -  | -  | -  |
| Risultato | P  | V | P | P | V | P | P  | P  | P  | P  | P  | P  | P  | P  | P  | P  | -  | -  | -  | -  | -  | -  |
| Posizione | 11 | 6 | 7 | 9 | 6 | 8 | 10 | 11 | 11 | 11 |    | 11 | 11 | 11 | 11 | 11 | -  | -  | -  | -  | -  | -  |

Legenda:

Luogo: C = Casa; T = Trasferta. Risultato: V = Vittoria; N = Pareggio; P = Sconfitta.

### Statistiche delle giocatrici
| Giocatore        | Division 1 | Division 1 | Division 1  | Division 1 | Coppa di Francia | Coppa di Francia | Coppa di Francia | Coppa di Francia | Totale   | Totale | Totale      | Totale     |
| Giocatore        | Presenze   | Reti       | Ammonizioni | Espulsioni | Presenze         | Reti             | Ammonizioni      | Espulsioni       | Presenze | Reti   | Ammonizioni | Espulsioni |
| ---------------- | ---------- | ---------- | ----------- | ---------- | ---------------- | ---------------- | ---------------- | ---------------- | -------- | ------ | ----------- | ---------- |
| N. Ali Nadjim    | 7          | 0          | 1           | 0          | -                | -                | -                | -                | 7        | 0      | 1           | 0          |
| S. Altunkulak    | 4          | 0          | 1           | 0          | 1                | 0                | 0                | 0                | 5        | 0      | 1           | 0          |
| M. Antoine       | 7          | 0          | 0           | 0          | -                | -                | -                | -                | 7        | 0      | 0           | 0          |
| I. Arouaissa     | 0          | 0          | 0           | 0          | -                | -                | -                | -                | 0        | 0      | 0           | 0          |
| A. Blanc         | 9          | 0          | 6           | 0          | -                | -                | -                | -                | 9        | 0      | 6           | 0          |
| C. Caputo        | 14         | 2          | 0           | 0          | 1                | 0                | 0                | 0                | 15       | 2      | 0           | 0          |
| M. Cardia        | 11         | 2          | 0           | 0          | 1                | 1                | 0                | 0                | 12       | 3      | 0           | 0          |
| A. Conesa        | 7          | 0          | 0           | 0          | 1                | 0                | 0                | 0                | 8        | 0      | 0           | 0          |
| N. Coton-Pélagie | 11         | 0          | 0           | 0          | 1                | 0                | 0                | 0                | 12       | 0      | 0           | 0          |
| M. Coudon        | 15         | 0          | 0           | 0          | 1                | 0                | 0                | 0                | 16       | 0      | 0           | 0          |
| A. Elie          | 0          | 0          | 0           | 0          | -                | -                | -                | -                | 0        | 0      | 0           | 0          |
| T. Fiordaliso    | 2          | -5         | 0           | 0          | 0                | 0                | 0                | 0                | 2        | -5     | 0           | 0          |
| C. Gherbi        | 10         | 0          | 1           | 0          | 1                | 0                | 0                | 0                | 11       | 0      | 1           | 0          |
| J. Hamidou       | 12         | 0          | 1           | 0          | 1                | 0                | 0                | 0                | 13       | 0      | 1           | 0          |
| S. Huchet        | 6          | 0          | 0           | 0          | -                | -                | -                | -                | 6        | 0      | 0           | 0          |
| B. Joly          | 15         | -57        | 3           | 0          | 1                | -9               | 0                | 0                | 16       | -66    | 3           | 0          |
| Y. Mze Issa      | 1          | 0          | 0           | 0          | -                | -                | -                | -                | 1        | 0      | 0           | 0          |
| A. Lamarque      | 6          | 0          | 1           | 0          | 1                | 0                | 0                | 0                | 7        | 0      | 1           | 0          |
| T. Laplacette    | 13         | 0          | 3           | 0          | -                | -                | -                | -                | 13       | 0      | 3           | 0          |
| A. Maetz         | 3          | 0          | 0           | 0          | 0                | 0                | 0                | 0                | 3        | 0      | 0           | 0          |
| S. Palacin       | 9          | 0          | 0           | 0          | 1                | 0                | 0                | 0                | 10       | 0      | 0           | 0          |
| J. Perret        | 3          | 0          | 0           | 0          | -                | -                | -                | -                | 3        | 0      | 0           | 0          |
| S. Picchetti     | -          | -          | -           | -          | -                | -                | -                | -                | -        | -      | -           | -          |
| C. Pizzala       | 16         | 2          | 2           | 0          | 1                | 0                | 0                | 0                | 17       | 2      | 2           | 0          |
| M. Ripamonti     | 1          | 0          | 0           | 0          | -                | -                | -                | -                | 1        | 0      | 0           | 0          |
| M. Salomon       | 11         | 3          | 0           | 0          | 1                | 0                | 0                | 0                | 12       | 3      | 0           | 0          |
| L. Souici        | -          | -          | -           | -          | -                | -                | -                | -                | -        | -      | -           | -          |
| É. Sumo          | 14         | 0          | 2           | 0          | -                | -                | -                | -                | 14       | 0      | 2           | 0          |
| S. Zahot         | 14         | 3          | 0           | 0          | 1                | 0                | 0                | 0                | 15       | 3      | 0           | 0          |